# پیتر اولبک ینسن
پیتر اولبک ینسن (دانمارکی: Peter Aalbæk Jensen؛ زادهٔ ۸ آوریل ۱۹۵۶) تهیه‌کننده فیلم، کارگردان فیلم و مدیر اجرایی تولید اهل دانمارک است. او کارگردان دانمارکی لارس فون تریه یک شرکت تهیه فیلم به نام زنتروپا تأسیس کردند که فیلم‌های گوناگونی را تاکنون تهیه و تولید کرده‌است؛ که از آن میان می‌توان به داگویل، رقصنده در تاریکی، پنج مانع و بعد از عروسی اشاره کرد.
از دیگر فیلم‌هایی که وی در آن‌ها نقش داشته‌است، می‌توان به تا ابد عاشقت هستم، غایب و اروپا اشاره نمود.